# Eva Marek
Eva Marek (* 6. Juni 1968 in Graz; geborene Eva Fuchs) ist eine österreichische Juristin, Staatsanwältin und Richterin. Marek war von 2014 bis 2018 Leiterin der Oberstaatsanwaltschaft Wien und ist seit 1. Februar 2018 Vizepräsidentin des Obersten Gerichtshofs.

## Werdegang
Eva Marek wurde am 6. Juni 1968 in Graz geboren und besuchte das Bundesgymnasium und Bundesrealgymnasium Seebacher in ihrer Heimatstadt. Anschließend nahm sie an der Universität Graz das Studium der Rechtswissenschaften auf, wobei sie das Diplomstudium mit der Sponsion zur Magistra iuris (Mag. iur.) in Mindestzeit abschloss. Nach der Übernahme als Richteramtsanwärterin kam sie im Jahr 1995 zunächst zur Staatsanwaltschaft Graz, nahm in weiterer Folge Tätigkeiten bei der Oberstaatsanwaltschaft Graz wahr, wurde 1998 von ihrem Vorgesetzten Heimo Lambauer zur Fortbildung an die Generalprokuratur nach Wien geschickt und wechselte schließlich 1999 ins Justizministerium. Dort war sie zunächst Referentin der Legislativabteilung, wobei sie an der Strafprozessreform mitarbeitete, und in weiterer Folge Leiterin der Abteilung für Einzelstrafsachen. Ab 2003 wurde sie dabei auch zur Leitenden Staatsanwältin befördert.
Von 1. Jänner 2004 bis 31. Mai 2007 war Eva Marek als Generalanwältin bei der Generalprokuratur am Obersten Gerichtshof tätig. Mit 1. Juni 2007 folgte ihr Wechsel ins Richteramt, als sie zur damals jüngsten Hofrätin des Obersten Gerichtshofs bestellt wurde. Am Obersten Gerichtshof war sie in der Folge als Richterin in einem Senat für Strafsachen tätig. Im Jahr 2014 folgte ein erneuter Rollenwechsel in die Staatsanwaltschaft, als Eva Marek mit 1. Oktober 2014 zur Leiterin der Oberstaatsanwaltschaft Wien ernannt wurde. Bei dieser Bestellung setzte sie sich nach Vorschlag durch Justizminister Wolfgang Brandstetter gegen die von der Personalkommission erstgereihte Leiterin der Wirtschafts- und Korruptionsstaatsanwaltschaft, Ilse Maria Vrabl-Sanda, durch und wurde somit Leiterin der größten Oberstaatsanwaltschaft Österreichs.
Nachdem mit Anton Spenling einer der beiden OGH-Vizepräsidenten aus Altersgründen mit Ende Jänner 2018 aus dem Richteramt ausscheiden musste, wurde Eva Marek von Justizminister Josef Moser als dessen Nachfolgerin vorgeschlagen und von Bundespräsident Alexander Van der Bellen ernannt. Sie kehrte daher am 1. Februar 2018 wieder an den Obersten Gerichtshof zurück, um dort das Amt als Vizepräsidentin anzutreten.
Im Jänner 2022 musste Marek nach öffentlich bekannt gewordenen Vorwürfen des Postenschachers rund um ihre Bestellung zur Leiterin der Oberstaatsanwaltschaft Wien im Jahr 2014 ihre Leitungs- und Verwaltungsaufgaben in der Justizverwaltung zurücklegen. Sie blieb aber weiterhin Vizepräsidentin des Obersten Gerichtshofs. Am 20. Februar 2022 erklärte Eva Marek außerdem ihren Austritt aus der Vereinigung der österreichischen Richterinnen und Richter infolge der Postenbesetzungsaffäre. Die Beschränkungen, wonach Marek keine Aufgaben in der Justizverwaltung innehaben dürfe, wurde von OGH-Präsident Georg Kodek in dessen Antrittsinterview vom 4. Jänner 2024 als „bereits aufgehoben“ bezeichnet.